# 비즈라인
비즈라인(영어: VizLine)은 미국의 기업용 텔레커뮤니케이션 공급사이다. 기업용 전화 시스템과 비상주 사무실인 비즈니스 센터를 운영하고 있다.

## 개요
비즈라인(Vizline)은 2011년 미국 뉴욕주 맨해튼에 설립된 미국 내 비즈니스 지원 서비스 제공업체이다. 비즈니스용 CLOUD PBX 전화 시스템을 미국 내 업체들에 제공하고 있으며, CLOUD PBX 전화 시스템과 비상주 사무실로 알려진 미국 비즈니스 센터 서비스를 통합한 '클라우드 비즈니스 설루션'을 기반으로 미국 외에서 미국으로 사업 진출을 원하는 업체들에 미국으로의 사업 진출 지원 서비스를 제공하고 있다.
현 비즈라인의 본사는 미국 뉴욕주 맨해튼에 있으며, 뉴저지주에 지사와 저지시티에 데이터센터를 보유하고 있다.

## CLOUD PBX 전화 시스템
비즈라인이 제공하는 전화 시스템은 클라우드 컴퓨팅 기반의 기업용 전화 시스템으로 비즈라인은 미국 내에서 소규모 업체에서부터 대규모 콜센터에까지 시스템을 공급하고 있다. 클라우드 컴퓨팅의 특징을 이용하여 미국 외의 지역에서도 인터넷 연결을 통해 미국 전화를 사용할 수 있다.

## 비즈니스 센터
Virtual office 서비스의 일종으로 미국 내 및 미국 외 기업에 미국 내 법인 설립 및 각종 공공업무를 위한 미국 주소를 제공하며 필요시 장/단기 임대를 통해 사무실 및 회의실 이용이 가능한 서비스이다.

## 업무 협력
- 2012년 - OfficeLinks(현 Work Better)와 업무 협약 체결
- 2012년 - 한국의 (사)벤처기업협회와 업무 협약 체결[1][2]
- 2014년 - Premier Business Centers와 업무 협약을 맺고 현재 미국 전역 120여곳의 비즈니스 센터를 운영중이다.
- 2016년 - 한국의 beSUCCESS와 업무 협약 체결